# Senostoma commune
Senostoma commune là một loài ruồi trong họ Tachinidae.